# Klaus Hähnel
Klaus Hähnel (* 1941 in Stollberg, Erzgebirge) ist ein deutscher Musikpädagoge und Gründer des Gothaer Kinderchores.

## Leben
Hähnel erhielt erste Impulse für seine Tätigkeit von Prof. Hans Stange, einem der bedeutendsten Musikpädagogen und Chorerzieher der Nachkriegszeit in der früheren DDR. An der Universität Leipzig absolvierte er ein Lehramtsstudium (1959–1963) in den Fächern Musik und Deutsch und erwarb 1963 das Examen, später im Fernstudium den Grad „Diplompädagoge“. Erste pädagogische Erfahrungen sammelte Klaus Hähnel in einer kleinen Landgemeinde unweit von Leipzig, übersiedelte dann 1970 nach Gotha und baute hier einen Schulchor auf. 1978 wurde dieser inzwischen renommierte Chor am damaligen Pionierhaus angesiedelt und konnte sich somit öffnen für talentierte Sänger aus dem gesamten Stadtgebiet. Damit war der Grundstein gelegt für die Entwicklung zu einem der leistungsstärksten Kinderchöre der DDR.
Nahtlos gelang der Anschluss an die veränderten Bedingungen im wiedervereinten Deutschland: Klaus Hähnel und der Gothaer Kinderchor sind unter Fachleuten ein Begriff. Bis August 2004 war Klaus Hähnel ununterbrochen Musiklehrer und bis zu seiner Pensionierung als Gymnasiallehrer tätig.

## Bedeutung
Wertvolle Impulse für die Chorarbeit vermittelten ihm die jahrelange aktive Teilnahme an den zentralen Chorleiterseminaren in Berlin unter Wolfgang Berger (1921–2007, ehem. Kinderchorleiter der Dresdner Philharmonie), die ehrenamtliche Mitarbeit in verschiedenen Gremien des künstlerischen Laienschaffens sowie das Studium der auf hohem Niveau stehenden Kinderchorarbeit in der ehemaligen CSSR.
Die regelmäßige Teilnahme an internationalen Festivals in Olomouc und Pardubice und die vielen Begegnungen mit den besten Chorleitern des Nachbarlandes schlugen sich auch nieder in den von ihm betreuten Chorleiterseminaren im Raum Thüringen (von 1975 bis heute).
Persönliche Kontakte zu Komponisten, die sich speziell der Literatur für Kinderchöre widmen, führten zu fruchtbarer Zusammenarbeit und bescherten dem Chor zahlreiche Uraufführungen. Klaus Hähnel ist Dozent bei Seminaren für Kinderchorleiter und Juror bei Leistungsvergleichen und Wettbewerben auf nationaler Ebene. Er war bis 2010 Bundeschorleiter der Thüringer Chorjugend im Deutschen Sängerbund (DSB), Mitglied des Chorjugend-Musikausschusses im DSB, repräsentierte den Arbeitskreis Musik in der Jugend (AMJ) im Landesmusikrat Thüringen und war Vorsitzender des Chorausschusses im Landesmusikrat.
Für seine Verdienste erhielt Klaus Hähnel am 16. September 2004 aus den Händen des Thüringer Kultusministers das Bundesverdienstkreuz am Bande und am 5. März 2011 die Ehrennadel des Landesmusikrates Thüringen. Er ist weiterhin gefragter Dozent bei Chorleiterseminaren und Chortreffen in ganz Deutschland. Einmal jährlich veranstaltet er ein Probenwochenende Ehemalige des Gothaer Kinderchores mit abschließendem Konzert unter seiner Leitung.

## Auszeichnungen
- Bundesverdienstkreuz 2004
- Ehrennadel des Landesmusikrates Thüringen 2011

| Personendaten    | Personendaten                                |
| ---------------- | -------------------------------------------- |
| NAME             | Hähnel, Klaus                                |
| KURZBESCHREIBUNG | deutscher Musikpädagoge und Kinderchorleiter |
| GEBURTSDATUM     | 1941                                         |
| GEBURTSORT       | Stollberg, Erzgebirge                        |